# Metopius anxius
Metopius anxius là một loài tò vò trong họ Ichneumonidae.